# The Duchess (restaurant)
The Duchess is een restaurant aan de Spuistraat in Amsterdam en had van 2018 tot en met 2024 een Michelinster.

## Geschiedenis
The Duchess werd als onderdeel van The Entourage Group geopend in 2015 en is gevestigd in het W Hotel Amsterdam, in het pand van de voormalige KAS Bank. Eigenaren en oprichters zijn Yossi Eliyahoo en Liran Wizman, chef-kok is de Canadees Jeffrey Graf. In 2019 kende GaultMillau het restaurant veertien van de maximaal twintig punten toe.
Naar eigen zeggen is de stijl van de keuken nouveau niçoise, een mix van de mediterraan-Franse en Italiaanse keuken.